# Anacardium amapaense
Anacardium amapaense là một loài thực vật có hoa trong họ Đào lộn hột. Loài này được J.D.Mitch. mô tả khoa học đầu tiên năm 1992.